# Barendorf (Dolna Saksonia)
Barendorf – miejscowość  i gmina położona w niemieckim kraju związkowym Dolna Saksonia, w powiecie Lüneburg. Jest siedzibą (niem. Samtgemeinde) gminy zbiorowej Ostheide.

## Położenie geograficzne
Barendorf leży 7,5 km na wschód od Lüneburga.
Od zachodu sąsiaduje z  Lüneburgiem, od północy i wschodu z gminą Reinstorf, od południa z gminą Vastorf i od południowego zachodu z gminą Wendisch Evern.
Na wschodzie gminy znajduje się Kanał Boczny Łaby (niem. Elbe-Seitenkanal).

## Historia
Po raz pierwszy wzmiankowany jest w 1158 jako Bardenthorpe, która to nazwa może pochodzić od longobardzkiego imienia Bardo. Te tereny były w pierwszych wiekach pierwszego tysiąclecia zamieszkane właśnie przez Longobardów.
We wspomnianym dokumencie z 1158 Henryk Lew, ówczesny książę saski, podarowuje wieś biskupowi z Ratzeburga. Po 1291 ówczesne Barendorpe zostaje sprzedane za 400 talarów klasztorowi Lüne.
W 1529 Barendorf zostaje siedzibą wójta (niem. Vogt). Administracją wójta były objęte geograficznie mniej więcej tereny obecnej gminy zbiorowej Ostheide.

## Komunikacja
Barendorf znajduje się 11 km od węzła Lüneburg-Nord na autostradzie A 39 (do 2010 o nazwie A250) i leży na szlaku drogi krajowej B216 pomiędzy Lüneburgiem na zachodzie a Dannenberg (Elbe) na wschodzie.
Do dróg krajowych B4 i B209 na wschodniej obwodnicy Lüneburga są 4 km.